# Боталы (Смоленская область)
Боталы — деревня в Угранском районе Смоленской области России. Входит в состав Дрожжинского сельского поселения.
Население — 9 человек (2007).
Расположена в юго-восточной части области в 22 км к северо-востоку от Угры, в 3 км восточнее автодороги Р132 Вязьма — Калуга — Тула — Рязань, на берегу реки Волоста. В 18 км западнее от деревни находится железнодорожная станция О.п. 22-й км на линии Торжок-Брянск.

## История
В годы Великой Отечественной войны деревня была оккупирована гитлеровскими войсками в октябре 1941 года, освобождена в марте 1943 года.